# 9 Pułk Saperów (II RP)
9 Pułk Saperów (9 psap) – oddział saperów Wojska Polskiego II RP.

## Historia 9 psap
28 września 1921 roku w Twierdzy Brześć został sformowany 9 pułk saperów. Dowódcą pułku został płk Józef Zaniewski. Jednostka powstała z połączenia trzech samodzielnych batalionów saperów: 9 bsap kpt. Edwarda Nejberga, 20 bsap por. Jerzego Lawcewicza i 30 bsap kpt. Józef Ojrzyńskiego.
W chwili wydania rozkazu o formowaniu pułku, większość jego oddziałów znajdowała się jeszcze w polu, a 30 baon w Grudziądzu przy baonie zapasowym saperów Nr. 3. Faktyczne formowanie pułku przypada na początek października 1921 roku, w którym to czasie poszczególne oddziały saperów przybywają do Brześcia n/B. Pułk zostaje zakwaterowany w Twierdzy na Wyspie Centralnej.
18 lutego 1929 roku. pułk został przeformowany w 6 batalion saperów, który został podporządkowany dowódcy 2 Brygady Saperów. Ostateczną organizację wojsk saperskich na stopie pokojowej wprowadzono 8 listopada 1929 roku, gdzie zatwierdzono przeformowanie 9 pułku saperów w 6 batalion saperów z siedzibą w Brześciu.

## Żołnierze 9 psap
Dowódcy 9 Pułku Saperów 
- płk Józef I Zaniewski (1921) – 1923[7]
- ppłk Wacław Lipski-Lippe (p.o. 1923)
- ppłk sap. Gustaw Leonard Herman Stankiewicz (1 IX 1924 – †5 I 1925 Przemyśl[8])
- ppłk SG Władysław Zachorowski – p.o. dowódcy pułku[9] (do 10 IV 1925 → szef Wydziału I Departamentu V MSWojsk.)
- ppłk sap. Stanisław Magnuszewski (10 IV 1925[10] - IX 1926 → dowódca 2 psap)
- ppłk Mieczysław Wężyk (od IX 1926[11][12])

Zastępcy dowódcy pułku 
- mjr Kazimierz Hornoff (p.o. 1923)[7]
- mjr Stefan Langner[12]

Kwatermistrzowie pułku 
- mjr Józef Grzesik (od VI 1925[13])
- mjr Wiktor Zygmunt Truss (zatwierdzony 26 IV 1928)[12]

Lista starszeństwa oficerów 9 Pułku Saperów w 1922 roku.

| - płk Józef I Zaniewski (11.7.1882) - mjr Zalewski Rudolf (2.11.1880) - mjr Rodowicz Stanisław (4.2.1883) - mjr Chełmiński Marian (6 6.1882) - mjr Mostowski Feliks (28.5.1890) - kpt. Tomasz Bondarczuk-Galiński (21 XII 1887) - kpt. Müller Jerzy (9.6.1889) - kpt. Józef Ojrzyński - kpt. Jerome Władysław (16.11.1889) - kpt. Karol Domes (24.4.1896) - kpt. Lenk Eugeniusz (8.9.1891) - kpt. Rudomina Władysław (31.1.1886) | - kpt. Macherski Zdzisław (29.9.1889) - kpt. Jankowski Franciszek (5.10.1888) - kpt. Bromirski Stanisław (5.6.1887) - kpt. Wiewiórowski Władysław (14.7.1879) - kpt. Korecki Eugeniusz (6.4.1884) - por. Konopczyński Feliks (18.5.1885) - por. Pakowski Tadeusz (2.1.1893) - por. Kołpakowski Olgierd (20.1.1892) - ppor. Krzyżanowski Henryk (25.5.1892) | Starszeństwo z dniem 1 lipca 1920 r. - ppor. Gawina Aleksander (1.1.1898) - ppor. Wyrzykowski Tadeusz (7.2.1901) Starszeństwo z dniem 1 sierpnia 1920 r. - ppor. Boniecki Teofil (20.12.1896) Starszeństwo z dniem 1 marca 1921 r. - ppor. Orzechowski Wacław (19.9.1900) | Starszeństwo z dniem 1 sierpnia 1921 r - ppor. Kiepal Czesław (13.7 1899) Starszeństwo z dniem 1 listopada 1921 r. - ppor. Służewski Leonard (17.9.1894) |

Obsada personalna pułku w 1923 roku
- dowódca – płk Józef I Zaniewski
- p.o. zastępcy dowódcy – mjr Kazimierz Hornoff
- komendant Kadry Batalionu Zapasowego – mjr Leonard Sielewicz
- dowódca IX Batalionu Saperów – mjr Edward Nejberg
- p.o. dowódcy XX Batalionu Saperów – kpt. Zygmunt II Rumiński
- p.o. dowódcy XXX Batalionu Saperów – kpt. inż. Józef Ojrzyński
- oficer kasowy – por. Jan Kazimierz Orzechowski
- oficer prowiantowy – wakat
- starszy lekarz pułku – kpt. Roman Pisarczyk
- młodszy lekarz pułku – por. Samuel Abusz

## Prace pokojowe 9 psap
Oddziały 9 pułku saperów brały udział w ratowaniu mostów zagrożonych przez zatory lodowe na całym terenie D. O. K. nr. IX i w akcji przeciwpowodziowej, a nieraz nawet na terenie innych okręgów, jak na przykład w Krakowie w 1925 roku. Brały także udział w budowie następujących obiektów:

1. budowa most nad rz. Stwiga w Śródborzu (faktyczna nazwa Chutory Merlińskie),

2. budowa most nad rz. Stwiga w m. Korotycze,

3. budowa most nad rz. Marycha przy strażnicy Studzianka,

4. budowa strzelnicy szkolnej w Biała Podlaska,

5. budowę kolejki żelaznej długości 3 km. - łączącej twierdzę Brześć z miastem.
Sport
W sporcie pułk zajmuje jedno z przodujących miejsc. Zdobywa dwukrotnie tytuł mistrza w zawodach saperskich w Warszawie w r. 1925 i w r. 1928, w r. 1927 – drugie miejsce. W roku 1926 zdobywa tytuł mistrza w zawodach sportowych O. K. nr IX.

## Symbole 9 psap
Chorągiew
20 lutego 1925 roku Prezydent RP Stanisław Wojciechowski zatwierdził wzór lewej strony płachty chorągwi 9 psap.
24 czerwca 1925 roku, w Brześciu, gen. dyw. Edward Śmigły-Rydz wręczył dowódcy pułku chorągiew ufundowaną przez Magistrat i Radę Miejską Brześcia uchwałą Rady Miasta z 13 listopada 1924 roku i z 2 grudnia 1924 roku. W 1929 roku, po rozwiązaniu pułku, chorągiew została prezkazana 6 batalionowi saperów.
Odznaka pamiątkowa
13 listopada 1923 roku Minister Spraw Wojskowych generał broni Stanisław Szeptycki zatwierdził projekt i regulamin odznaki pamiątkowej 9 Pułku Saperów. 15 stycznia 1929 roku Minister Spraw Wojskowych marszałek Polski Józef Piłsudski zatwierdził nowy regulamin odznaki pamiątkowej, dostosowany do przepisów o odznakach pamiątkowych formacji z 21 kwietnia 1928 roku.
Odznakę stanowi srebrny wieniec dębowo-laurowy przeplatany emaliowaną czerwono-czarną wstęgą. Na wieniec nałożono kotwicę oraz krzyżujące się kilof i łopatę. U szczytu znajduje się ukoronowany orzeł z rozpostartymi skrzydłami. W centrum umieszczono czerwono emaliowaną tarczę z symbolem pułku – szarżujący żubr. W dolnej części wieńca wpisano numer „9”. Pięcioczęściowa – wykonana w srebrze, mocowana sześcioma nitami. Na awersie wieniec i kotwica mają próby srebra oraz imiennik grawera JM, rewers – gładki. Wymiary: 60 mm × 54 mm. Wykonanie: Józef Michrowski – Warszawa.
Prawo noszenia odznaki pamiątkowej 9. pułku saperów przysługiwało oficerom i szeregowym, którzy pozostawali w szeregach batalionów saperów wchodzących w skład pułku w okresie działań wojennych, od 1 marca 1918 r. do 21 marca 1921 r., nie mniej niż: na froncie – przez 3 miesiące, w oddziale przez rok. W czasie pokoju: oficerom i podoficerom zawodowym – po przesłużeniu dwóch lat, oficerom niezawodowym - po przesłużeniu roku. Po przeformowaniu 9 pułku w 6 batalion saperów, dokonano zmiany wzoru odznaki polegającej na zastąpieniu dotychczasowej cyfry „9” cyfrą „6”.